# تقلبات حرارية
في الميكانيكا الإحصائية، تعتبر التقلبات الحرارية (بالإنجليزية: Thermal fluctuations)‏ انحرافات عشوائية لنظام عن حالته المتوسطة، والتي تحدث في نظام في حالة توازن. تصبح جميع التقلبات الحرارية أكبر وأكثر تواترًا مع زيادة درجة الحرارة، وبالمثل تنخفض مع اقتراب درجة الحرارة من الصفر المطلق.
تعتبر التقلبات الحرارية أحد المظاهر الأساسية لدرجة حرارة الأنظمة: لا يبقى النظام عند درجة حرارة غير صفرية في حالته المجهرية المتوازنة، ولكنه بدلاً من ذلك يقوم بأخذ عينات عشوائية من جميع الحالات الممكنة، مع الاحتمالات التي قدمها توزيع بولتزمان.
تؤثر التقلبات الحرارية بشكل عام على جميع درجات حرية النظام: يمكن أن تكون هناك اهتزازات عشوائية (فونونات)، ودورات عشوائية (روتونات)، وإثارات إلكترونية عشوائية، وما إلى ذلك.
المتغيرات الديناميكية الحرارية، مثل الضغط أو درجة الحرارة أو الإنتروبيا، تخضع أيضًا لتقلبات حرارية. على سبيل المثال، بالنسبة لنظام لديه ضغط توازن، يتقلب ضغط النظام إلى حد ما حول قيمة التوازن.
فقط «متغيرات التحكم» للمجموعات الإحصائية (مثل عدد الجسيمات N والحجم V والطاقة الداخلية E في المجموعة المجهرية) لا تتقلب.
تعتبر التقلبات الحرارية مصدرًا للضجيج في العديد من الأنظمة. تعتبر القوى العشوائية التي تؤدي إلى التقلبات الحرارية مصدرًا لكل من الانتشار والتبديد (بما في ذلك التخميد واللزوجة). ترتبط التأثيرات المتنافسة للانجراف العشوائي ومقاومة الانجراف بنظرية التقلب والتبديد. تلعب التقلبات الحرارية دورًا رئيسيًا في انتقالات الطور والحركية الكيميائية.